# Stanislava Hronová
Stanislava Hronová (* 1954 Praha) je česká pedagožka a ekonomka. Je profesorkou statistiky na Fakultě informatiky a statistiky Vysoké školy ekonomické v Praze (VŠE).

## Život a profesní kariéra
Vystudovala Vysokou školu ekonomickou v Praze, obor statistika. Ve stejném oboru se i habilitovala a v roce 2001 získala titul profesor pro obor statistika. V roce 2011 obdržela čestný doktorát.
V devadesátých letech 20. století působila jako hostující profesor na francouzských univerzitách, dlouhodobě spolupracuje s Českým statistickým úřadem. V letech 2001–2006 byla proděkankou pro vědu a výzkum Fakulty informatiky a statistiky VŠE, v letech 2006–2014 byla prorektorkou VŠE pro vědu a výzkum, v letech 2010–2014 členkou vládní Rady pro výzkum, vývoj a inovace (v letech 2010–2011 byla její 1. místopředsedkyní). V roce 2014 ji vláda ČR jmenovala členkou předsednictva Grantové agentury ČR, v roce 2015 se stala místopředsedkyní. Je mj. členkou Vědecké rady VŠE, členkou Vědecké rady ČVUT a členkou Vědecké rady Technické univerzity Liberec; dále je členkou Mezinárodního statistického institutu a Asociace národního účetnictví v Paříži.
Specializuje se na oblast národních účtů, hospodářské a sociální statistiky a makroekonomických agregátů. Její publikační činnost čítá téměř čtyři desítky knih, monografií a slovníků a desítky článků, odborných statí a studií.

## Ocenění
Je nositelkou Řádu akademických palem, vysokého státního vyznamenání Francouzské republiky za rozvoj vědy a školství.